# Aldea del Cano (kommun)
Aldea del Cano är en kommun i Spanien.   Den ligger i provinsen Provincia de Cáceres och regionen Extremadura, i den centrala delen av landet, 260 km sydväst om huvudstaden Madrid. Antalet invånare är 701.